# Фагушань

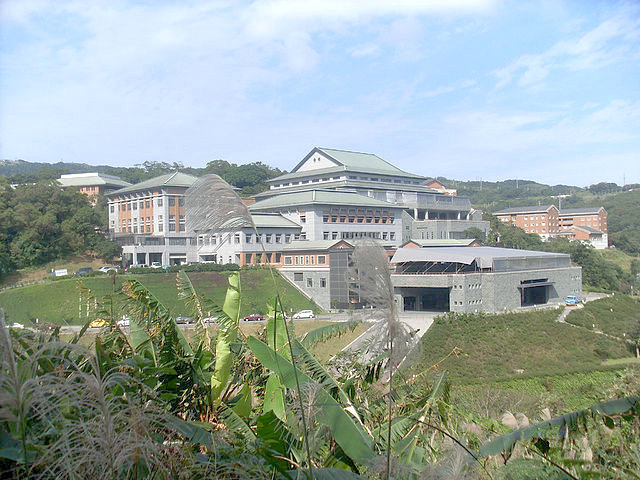
Штаб-квартира Фагушань в Цзиньшане, округ Тайбэй, Тайвань

Буддийская ассоциация Фагушань (кит. упр. 法鼓山, пиньинь Fǎ gǔ shān, буквально: «Гора барабана Дхармы», англ. Dharma Drum Mountain) — международная буддийская организация, штаб-квартира которой расположена на Тайване, в одноимённом горном массиве в окрестностях города Цзиньшаня на северо-востоке округа Тайбэй.
Фагушань является одной из наиболее влиятельных организаций китайского чань-буддизма.

## История
Буддийская ассоциация Фагушань является преемницей двух буддийских организаций, основанных на Тайване досточтимым Мастером Дунчу (1908—1977): монастыря Нунчань и Китайского института буддийской культуры (CHIBC). В 1978 году мастер Шэнъянь принял руководство обеими организациями, посвятив себя распространению Дхармы и продвижению практики чань.
Для того, чтобы разместить растущее число последователей и для долгосрочного развития, в 1989 году был приобретён холмистый земельный участок в городе Цзиншань округа Тайбэй, который назвали «Гора Барабана дхармы» («Фагушань»). После 16 лет планирования и строительства, Всемирный центр буддийского образования Фагушань был открыт 21 октября 2005 года.

### О названии
Термин «Барабан дхармы» встречается во многих буддийских текстах, например, в Лотосовой сутре: «… ударить в большой барабан дхармы». Это означает провозгласить буддийскую Дхарму, очищая ум и принося счастье и спокойствие. Форма Горы Барабана дхармы похожа на барабан, лежащий на боку.

### Об эмблеме
Основой для эмблемы послужил жест Будды, дающего учение, называемый «мудра проповеди Дхармы». Она символизирует Будду, объясняющего Дхарму и рассеивающего страдания живых существ. Левая часть изображает гору барабана Дхармы, правая часть — монаха, сидящего в медитации. Три вершины символизируют три драгоценности буддизма — Будду, Дхарму и Сангху.

## Идеалы и методы
Целью Фагушань является обеспечение образования и культивирование различных талантов на систематической и комплексной основе.

### Четыре принципа Фагушань
1. Защита духовной среды. Это главный принцип ассоциации, из которого вытекают остальные принципы. Данный принцип учит людей поддерживать чистый и устойчивый ум.
2. Защита социальной среды. Принцип нацелен на воспитание межличностной гармонии через очищение деяний тела, речи и мысли.
3. Защита окружающей среды. Принцип поощряет простой и естественный образ жизни с немногими желаниями. Такой образ жизни является реализацией учения чань о духовной практике в повседневной жизни.
4. Защита природной среды. Принцип нацелен на предотвращение загрязнения и разрушения окружающей среды.

#### Защита духовной среды
Мастер Шэнъянь делает акцент на этой ценности организации с 1993 года. Тем самым он надеется усовершенствовать способ мышления людей, который в будущем, как указывает мастер, позволит им разрешать проблемы, благодаря здоровому мышлению, сохранению спокойствия в любой ситуации, заботе о людях и мире вокруг них и поддержанию надежды на будущее.

#### Этика Фагушань
Общая этика организации включает в себя четыре компонента: видение, дух, направление и подход.
1. Видение: улучшение гуманности и построение Чистой земли на Земле.
2. Дух: отдавая себя на пользу всех, согласно учению организации, человек получает пользу для себя и становится мудрее.
3. Направление: возвращение к изначальному замыслу Будды и работа над очищением мира.
4. Подход: продвижение всестороннего образования и расширение любящей заботы для всех.

### Пятичленный метод духовного возрождения
Пятичленный метод, предлагаемый для реализации четырёх принципов, имеет пять фокусных областей или планов, в которых содержится по четыре концепции или средства развития ума.
1. План возвышения гуманности. Четыре поля для культивирования мира: 
  - Культивировать мирный ум;
  - Культивировать мирное тело;
  - Культивировать мирную семью;
  - Культивировать мирную деятельность.
2. План беспроблемной жизни. Четыре руководства для работы с желаниями: 
  - Наши нужды малы;
  - Наши желания многочисленны;
  - Добиваться только того, что можно и следует достичь;
  - Никогда не добиваться того, что вы не можете и не следует достигать.
3. План разрешения трудностей жизни. Четыре шага решения проблем: 
  - Встретьте проблему;
  - Примите её;
  - Работайте с ней;
  - Позвольте ей уйти.
4. План сосуществования с другими. Четыре практики для помощи себе и другим:
  - Чувствовать благодарность за шанс развиваться;
  - Ощущать благодарность за возможность оттачивать нашу практику;
  - Преобразовать себя через дхарму;
  - Влиять на других через добродетельную активность.
5. План повышения благодати. Четыре способа культивировать благодать: 
  - Распознать благодать;
  - Лелеять благодать;
  - Питать благодать;
  - Сеять семена благодати.

## Штаб-квартира
Штаб-квартира общества Фагушань в Цзиньшане официально открыта в 2005 году. Представляет собой комплекс зданий (кампус), выстроенный в горах.
1-е здание: духовный центр, включающий зал Большого Будды (главная аудитория), вспомогательный зал, зону отдыха, многоцелевой выставочный зал, мемориальный зал основателей Фагушань.
2-е здание: зона приёма посетителей, молитвенный зал Исполняющей желания Гуанинь, обеденный зал, административный офис, пресс-комната, магазин, визитный центр и кафе.
3-е здание: учебно-административный корпус, в котором располагаются Китайский институт буддологических исследований (CHIBS), Институт свободных искусств «Барабан Дхармы», Университет сангхи «Барабан дхармы», библиотека и информационный центр.
Центр чань: центр для чаньских практик и распространения китайского буддизма чань.
Другие корпуса: общежитие для персонала и студентов, жилой корпус для монахов.
Территория кампуса представляет собой выразительный садово-парковый ансамбль, гармонично вписанный в окружающий горный ландшафт. Это популярное место среди жителей Тайбэя и его окрестностей для воскресного отдыха и прогулок.

## Аффилированные учреждения

### Институт свободных искусств «Барабан дхармы»

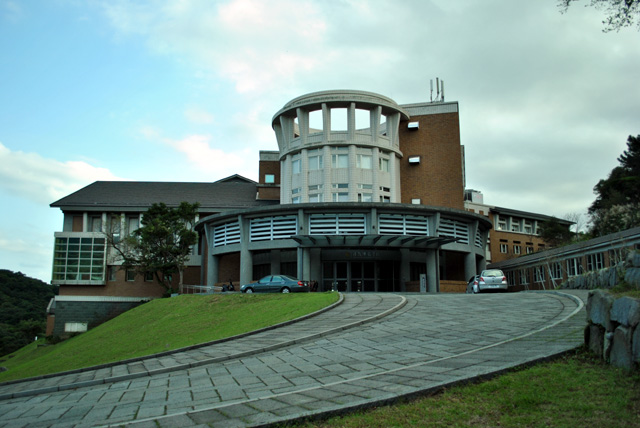
Главный вход в колледж

Открыт в 2005 году как первое религиозное высшее образовательное учреждение на Тайване, имеющее государственную аккредитацию. Является преемником Китайского института буддологических исследований.

### Китайский институт буддологических исследований
Дочерним научно-образовательным учреждением по отношению к Фагушань является Китайский институт буддологических исследований (CHIBS, основан в 1985 году), известный своей деятельностью по созданию электронных ресурсов.
Одним из консорциумов под эгидой CHIBS является «Китайская ассоциация буддийских электронных текстов» (CBETA), которая, начиная с 1998 года, предприняла огромные усилия по полнотекстовому вводу крупнейших собраний буддийских канонических сочинений на китайском языке, в первую очередь ставших классическими сводов Трипитаки, созданных в Японии — Тайсё (Taishō, 1924—1932) и Мандзи Дзокудзокё (Manji Shinsan Zokuzōkyō, 1905—1912). Кроме того, CHIBC и CHIBS принимали участие во многих других проектах совместно с институтами Китайской академии наук (Academia Sinica), Национальным университетом Тайваня при поддержке Национального научного фонда, Фонда Цзян Цзинго и т. д.

### Монастырь Нунчань
Монастырь Нунчань (букв. «сельский чань») расположен в районе Бэйтоу агломерации Тайваня Тайбэй. Он основан в 1975 году учителем Дунчу. Его название указывает на то, что первые монахи монастыря посвящали себя чаньской практике и сами выращивали овощи для пропитания. В основе этого принципа лежит афоризм чаньского мастера VIII в. н. э. Байчжана Хуайхая: «День без работы — день без еды».
Участок на равнине Гуанду около Тайбэя Дунчу приобрёл в конце 1960-х годов. У него не было большого числа последователей, поэтому Мастер самостоятельно обрабатывал землю, построив ферму. Ему помогали два ученика и соседние сельчане. В 1971 году Дунчу начал строительство двухэтажного сельского дома, который сейчас стоит позади главного зала. Это здание было завершено в 1975 году.
В 1978 году мастер Дунчу умер, и, согласно его воле, бразды правления принял мастер Шэнъянь. Последнему, чтобы выполнить волю учителя, пришлось вернуться из Америки, где он был незадолго до того выбран настоятелем маленького монастыря в Нью-Йорке, расположенном в Бронксе.
Под руководством Шэнъяня количество послушников выросло, поэтому двухэтажного домика стало недостаточно, и при поддержке донаторов были выстроены несколько стальных зданий. Первыми учениками Шэнъяня на Тайване стали прихожане и монахи Нунчаня. До настоящего времени монастырь Нунчань остается основным звеном сети филиалов Фагушань.

## Пропагандистская, гуманитарная и благотворительная деятельность
С самого основания в 1989 году деятельность Фагушань посвящена распространению Дхармы через общественную пропаганду, социальную службу, академическую деятельность. Эта деятельность основывается на ведущем принципе «защиты духовной среды» и рассматривается как способ реализации этого принципа. Фагушань стремится распространять китайский чань-буддизм на всемирном уровне, способствуя, согласно принципам организации, очищению умов и содействуя заботе о человеке и окружающей среде.

### Пропаганда четырёх принципов Фагушань
- Лагеря защиты духовной среды. Лагеря организуются во время летних и зимних каникул для того, чтобы способствовать привлечению учащейся молодежи к реализации четырёх видов энвайронментализма, используя специально созданные окружение и учебные курсы.
- Защита социальной среды. Общество на регулярной основе проводит совместные свадебные церемонии в буддийском стиле, похоронные обряды, празднования юбилеев для пожилых.
- Защита среды обитания и природы. Общество выполняет программу сортировки и переработки отходов, пропагандирует отказ от использования одноразовой посуды и пластиковой упаковки. Каждый год проводится серия мероприятий под названием «Поезд окружающей среды», в ходе которых участники работают на сохранение и защиту окружающей природной среды.

### Фонд социальной благотворительности
Фонд был учреждён в марте 2001 года чтобы осуществлять и широко продвигать социальные службы.
- Неотложная психологическая помощь. Эта деятельность включает практическую помощь для жертв катастроф на Тайване и за рубежом. Фонд помогал жертвам Тайваньского землетрясения 9/21, мощного землетрясения в Афганистане и южно-азиатского цунами 2004 года.
- Станция психологической помощи «Мирный разум». Поначалу учрежденная для помощи жертвам землетрясения 9/21, станция ныне расширяет свою службу за рубежом, учредив филиалы в Шри-Ланке и Индонезии, отправляя волонтёров на долгосрочной основе для обеспечения помощи жертвам глобальных катастроф.
- Распространение благотворительности. Продолжая более чем 50-летнюю традицию организации зимней поддержки, фонд предоставляет денежную и материальную помощь малообеспеченным семьям, долгосрочное обслуживание и патронажный уход престарелым и инвалидам.
- Программа финансовой помощи учащимся «Байнян шужэн». Начатая как программа помощи для завершения школьного образования школьникам, пострадавшим от землетрясения 9/21, этот общественный фонд распространяет подобную помощь для детей по всему Тайваню.
- Службы, связанные с уходом из жизни. Этот вид деятельности направлен на то, чтобы помочь людям, завершающим жизненный путь, преодолеть страх смерти и найти перерождение в Чистой земле Будды; дать руководство членам семьи относительно смерти близкого человека и похоронных ритуалов.

### Мероприятия
В марте 2011 года благотворительный фонд Фагушань объявил о планах пожертвовать 5 млн НТД, а также передать гуманитарную помощь размером в 3 млн НТД пострадавшим от землетрясения Тохоку в Японии.

## Научно-исследовательская и образовательная деятельность

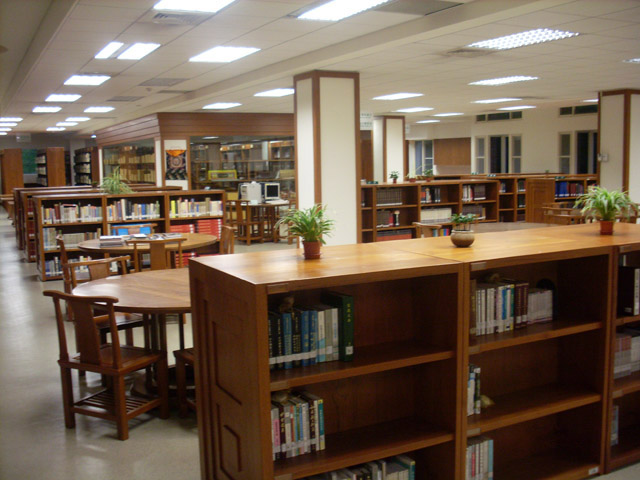
Библиотека буддийского колледжа в Фагушань

### Основные направления буддологических исследований
Мастер Дунчу заложил традицию научно-исследовательской и просветительской деятельности, которую продолжил и развил его ученик Шэнъянь. Дунчу организовал издательство журнала «Человечность», в котором печатались труды по истории китайского буддизма, взаимоотношениям и культурному обмену между Индией, Китаем, Японией и Кореей. Он также основал Китайский институт буддийской культуры (CHIBC).
Наставник Шэнъянь продолжил эту деятельность. При Фагушань создан Китайский институт буддологических исследований (CHIBS). Это учреждение активно занимается созданием электронных ресурсов, в частности, дигитализацией буддийских канонических собраний на разных языках.
Важным научно-исследовательским проектом является создание авторитетных баз данных (authority database) для дальневосточного буддизма. В организации были созданы базы данных:
- по географическим объектам (48 387 записей по 43 категориям по состоянию на апрель 2011 г.),
- персоналиям (18 996 записей по 60 категориям),
- событиям и датам в Китае, Японии и Корее (220 г. до н. э. до 1900 г.).

Для каждого объекта вышеперечисленных типов формируется метаописание в формате XML/TEI; объекту присваивается уникальный идентификатор. Таким образом, обеспечивается унификация данных этих типов для использования во всех проектах в сфере буддологических информационных ресурсов. Внешние пользователи могут использовать ссылки на эту базу данных в своих собственных проектах. Доступен для скачивания SQL-дамп для локального использования или размещения на стороннем сайте. Интерфейс позволяет осуществлять запросы и генерацию идентификаторов для следующих типов данных: 1) персональные имена, извлечённые из канонической и прочей литературы; 2) географические места с указанием широты и долготы; 3) календарные даты и события, приведенные к григорианскому календарю.

### Молодёжная программа и обучение родителей
- Молодёжные лагеря чаньской практики. Данные лагеря организуются для студентов колледжей, подростков и потенциальных волонтеров. Программы лагерей включают духовное образование, форумы о повседневном буддизме, смешанные духовные практики. Отдел молодёжной пропаганды Фагушань приглашается для участия в мероприятиях Международного дня молодежи.
- Детские летние лагеря. Монастыри и дхарма-центры сети Фагушань организуют множество видов летних лагерей, таких как «родитель/ребенок», «чтение для удовольствия», языковые курсы для изучения китайского и английского, курсы по изучению буддийского учения и практики чань.
- Детская библиотека в Илане. Расположенная в уезде Илан, первая библиотека буддийских детских комиксов создана для пользы общества. Кроме организации лекций, ведётся подготовка волонтёров для распространения буддийской детской литературы на Тайване.